# Jesse Mockrin
Jesse Mockrin (* 1981 in Silver Spring, Maryland) ist eine US-amerikanische Künstlerin. Sie gilt als bedeutende Vertreterin der zeitgenössischen Malerei.

## Leben
Mockrin wurde 1981 geboren. Sie studierte Kunst an der University of California, San Diego, wo sie ihren Master of Fine Arts erwarb. Heute lebt und arbeitet sie in Los Angeles.

## Wirken
Mockrins Werk zeichnet sich durch eine Auseinandersetzung mit der europäischen Kunstgeschichte aus, insbesondere mit der Malerei des Barock und Rokoko. Sie adaptiert Motive und Techniken der Alten Meister und verknüpft diese mit zeitgenössischen Themen wie Gender, Androgynie und dem weiblichen Blick. In ihrer Serie von 2014 malte sie bspw. zur Veranschaulichung der geschlechtsspezifischen Ungleichheiten K-Pop-Stars im Stil der Alten Meister.
Ihre Werke sind oft durch fragmentierte Kompositionen und eine subversive Neuinterpretation ikonischer Bilder gekennzeichnet. So verschiebt sie in ihren Gemälden den Fokus, indem sie zentrale Elemente wie Gesichter oder Hintergründe bewusst weglässt, was neue Bedeutungen entstehen lässt. In ihrer Ausstellung The Progress of Love (2016) griff Mockrin zur Verdeutlichung der Fluidität von Zeit und Geschlecht die Motive von Jean-Honoré Fragonard und François Boucher auf.
Ihre Arbeit The Venus Effect befasst sich mit Darstellungen von Frauen vor Spiegeln und analysiert diese aus einer feministischen Perspektive. Dabei hinterfragt Mockrin die historische Obsession mit weiblicher Eitelkeit und Sexualität, wie sie in der Kunstgeschichte oft dargestellt wird.
Mockrins Werke wurden in renommierten Galerien und Museen ausgestellt, darunter der James Cohan Gallery in New York City, der Night Gallery in Los Angeles und der Galerie Perrotin in Seoul. Ihre Arbeiten sind zudem in bedeutenden Sammlungen vertreten, wie im Los Angeles County Museum of Art und der Rubell Collection.
Mockrin erhielt internationale Anerkennung für ihre Arbeiten. Ihr Gemälde A Cymbal Crashed and Roaring Horns (2017) erzielte bei einer Auktion im Jahr 2024 bei Phillips Auctioneers in London den bisher höchsten Preis für ihre Gemälde, 120.650 £. Ihre Kunst wurde in bedeutenden Einzel- und Gruppenausstellungen gewürdigt. und unter anderem im The New Yorker, T Magazine, Modern Painters, und The Paris Review rezensiert.

## Ausstellungen

### Soloausstellungen (Auswahl)
- 2014: Midnight sun – Night Gallery[13]
- 2016: Progress of Love – Night Gallery[14]
- 2016: Pleasures of the Dance – Nathalie Karg Gallery[15]
- 2017: XOXO – Perrotin Gallery, Seoul, Südkorea[16]
- 2018–2019: Syrinx – Night Gallery[17]
- 2019: The marks of a stranger – Nathalie Karg Gallery[18]
- 2021: X – Doppelausstellung mit Elsa Sahal, Nathalie Karg Gallery[19]
- 2022: Reliquary – Night Gallery[20]
- 2022: Succession – Center of International Contemporary Art, Vancouver, Kanada[21]
- 2023: The Venus Effect – James Cohan Gallery[22]

### Gruppenausstellung in Deutschland
- 2020: Human is a five letter word – Galerie Droste, Wuppertal[23]